# Samowodene
Samowodene (bułg. Самоводене) – wieś w Bułgarii, w obwodzie Wielkie Tyrnowo, w gminie Wielkie Tyrnowo. W 2024 roku liczyła 1438 mieszkańców.